# 夢想加州
夢想加州（日語：夢のカリフォルニア）是TBS系列自2002年4月12日至6月28日播出的電視劇。檔次為星期五連續劇。由堂本剛主演。全11話。平均收視率8.9％

## 故事
就讀三流大學的山崎終每天過著平凡的生活。隨處可見的普通大學生。某日，受邀參加國中的同學會，這天卻使他的人生泛起漣漪。

## 角色
- 山崎終：堂本剛
21歳。與哥哥個性對比鮮明的平凡普通青年。出席國中的同學會使他平凡的人生產生變化。
- 大場琴美：柴咲幸
21歳。因為終過去的創傷而失去笑容，只留下煩惱。有一個在外商企業工作的情人，卻顧念著是否適合自己。
- 麻生惠子：國仲涼子
21歳。終的國中同學。國中時代是個大紅人，但大學聯考失利後便開始走衰。在海苔銷售公司工作，但正為職場的人際關係而感到痛苦。另外，曾經有過離婚經驗。
- 竹內春樹：海東健
琴美的戀人。自尊心高，且自豪於自己的工作，事實上承受著自卑感。
- 中林倫太郎：田邊誠一
終打工地點運輸公司的菜鳥。表面上給公司的職員好印象，事實上是懶人一個。在本來工作的企業因為快被裁員，所以希望退休。直到現在。達觀的看待社會，對夢啦希望啦這種不確實的存在感到死心。
- 遠山清美：北川弘美
終打工地點的運輸公司職員。與中林有著可疑的關係......
- 宗石亨：野村宏伸　
與惠子同海苔銷售公司的勤勉的職員。興趣試看小說。因為某個開端而對惠子感到興趣，並企圖接觸她。
- 樋口孝平：安居劍一郎
終一行人的國中同學。也是同學會的企畫者。同學會當晚進入國中，對三人詢問「往後的人生有什麼好事值得期待嗎？」之後自殺。
- 庄田：鈴木ヒロミツ
惠子的上司。
- 芳村：村松利史
惠子的上司。
- 門倉由美：未來貴子
琴美的經理。
- 主任：森山米次
終打工地點的運輸公司的上司。
- 山崎始：宮藤官九郎　
終的哥哥。與終對比的個性，性格洋溢討人喜歡但是十分擔心終的事，十分疼愛他。有流浪的癖性，在一個地方平靜不下來。
- 山崎響子：余貴美子
特徵是有著與年齡不相襯的年輕樣貌。而且沒有心機，個性開朗，能馬上和任何人融洽相處。
- 山崎次男：岸部一德
有著與太太響子對比鮮明的認真、悠閒的個性。喜歡家族的事情，但是也有自以為能解決所有事情的壞習慣。

### 客串演出
- 青木和代
- 檜山豐
- 下嶋兄
- 與座嘉秋
- 伊藤俊人
- 宮迫博之（豆腐小僧）
- 久保晶
- 安めぐみ
- 大島蓉子（琴美公寓的房東）
- 知念里奈（沖繩的潛水商店「California」僱用的店長）第9話
- 坂井ひろみ（代替惠子被調動到總公司的OL）第9話
- でんでん（終再次求職時對方公司的人事人員）
- 齊藤曉（サンノミ化學的上司）

## 工作人員
- 劇本：岡田惠和
- 導播：土井裕泰、三城真一、平野俊一
- 製作人：瀬戶口克陽
- 導播補：山室大輔、波多野貴文、茂山佳則、吉田佳奈実
- 製作人補：佐佐木雅之
- 編成擔當：橋本孝
- 合作：東通、日音、緑山スタジオ・シティ、NK特機、高橋レーシング
- 製作：TBS ENTERTAINMENT（今TBS電視）
- 製作著作：TBS

## 主題曲
- 主題曲：堂本剛「街」
- 形象曲：媽媽與爸爸合唱團「夢想加州」（California Dreaming）

## 副標題·播出日
- 2002.04.12 第1話
- 2002.04.19 第2話
- 2002.04.26 第3話
- 2002.05.03 第4話
- 2002.05.10 第5話
- 2002.05.17 第6話
- 2002.05.24 第7話
- 2002.05.31 第8話
- 2002.06.14 第9話
- 2002.06.21 第10話
- 2002.06.29 第11話

## 播出時間
- 星期五22:00～23:09（第1話）
- 星期五22:30～23:24（第2・4・7話）
- 星期五22:00～22:54（第3話、第5・6話、第8～第11話）

## 關連商品
VHS（全6捲）
- 各6,800日圓

DVD（全6卷）
- 各3,800日圓
- DVD-BOX 22,800日圓

## 外部連結
- （日語）夢想加州 官方網站（页面存档备份，存于）

| 日本 TBS 週五連續劇                  | 日本 TBS 週五連續劇                        | 日本 TBS 週五連續劇 |
| ------------------------------------ | ------------------------------------------ | ------------------- |
|                                      | 夢想加州 （2002.4.12 - 2002.6.28）         |                     |
| 木更津貓眼 （2002.1.18 - 2002.3.15） | 不需要愛情的夏天 （2002.7.12 - 2002.9.13） |                     |